# Polistes gigas
Polistes gigas är en getingart som beskrevs av Kirby 1826. Polistes gigas ingår i släktet pappersgetingar, och familjen getingar. Inga underarter finns listade i Catalogue of Life.